# Johannes Josephus Havermans
Johannes Josephus Havermans, né le 14 mai 1738 à Bréda et mort dans cette ville le 27 juin 1813, est un homme politique néerlandais.

## Biographie
Après la Révolution batave de 1795, Havermans entre à l'assemblée provisoire du Brabant batave et intègre la commission chargée de réfléchir au statut à donner à cette région qui n'a pas le statut de province mais de pays de la Généralité. En février 1796, alors que le Brabant accède au statut de province, il est élu député d'Etten à l'assemblée nationale batave. Il est réélu en août 1797 mais, bien qu'il prête le serment contre le fédéralisme, il ne siège plus à l'assemblée après le coup d'État du 22 janvier 1798. En 1807, il devient sous-préfet de Bréda, dans le département du Brabant puis, à partir de 1810, du département français des Deux-Nèthes.